# 澎湖諸島
澎湖諸島（ほうこしょとう、ポンフーしょとう）は、台湾島の西方約50kmに位置する台湾海峡上の島嶼群。澎湖列島、澎湖群島とも呼ばれる。島々の海岸線は複雑で、その総延長は約300kmを誇っている。大小併せて90の島々から成るが、人が住んでいる島はそのうちの19島である。また、かつて「澎湖」の名を冠した日本海軍の艦艇があった。

## 地理
1916年の日本による測量の際、澎湖諸島は64の島嶼から構成され、総面積は126.864km²であるという結果が発表された。そのため、永らくこの数値が公式資料として用いられていたが、2005年に国立高雄応用科技大学が再調査した結果、90の島嶼から構成され、総面積は141.052km²であることが判明した。
澎湖諸島は全島が澎湖県に属しており、澎湖本島（ほうこほんとう）にある県都の馬公市は行政・経済の中心都市である。 澎湖本島は澎湖諸島最大の島であり、四方を海で囲まれているために風が強く、「風島」と別称されている。一方で、天人菊がいたるところに咲き、美しい景観を作っていることから「菊島」とい名前で呼ばれることも多い。「菊島」と冠したイベントやお店が散見されることからも「菊島」という名称に大勢の住民が愛着を持っていることがわかる。
住民のほとんどは澎湖本島と白沙島（はくさとう）、漁翁島（ぎょおうとう）に暮らしているが、主要産業は観光業と漁業のみである。そのため、2000年代以前は多くの若年労働者は職を求めて諸島を離れていっていたが、2016年には澎湖を訪れる観光客が年間100万人を越え、急速に観光業が発展していることから、少しずつ若者のU・Iターン移住が増えてきている。なお、2019年の観光客は年間130万人を越えた。観光業だけでなく、自然と調和した暮らしを求めて澎湖で暮らすことを決める者も多く、環境に配慮したライフスタイルを送る者も少なくない。
北回帰線付近に位置するため、一年を通じて温暖な気候であり、年間の平均気温は23℃となっている。しかし島内に山地が形成されていないことから降水量は少なく、年間降水量は1,000mm程度となっている。諸島は玄武岩から成り、また周囲をサンゴ礁に取り囲まれているので、土壌は痩せている。その為、植物が育ち難く、植生が豊かな台湾島とは景観が異なる。住民は、豊富に存在する玄武岩とサンゴを古くから活用し、強風から作物や家屋を保護する玄武岩やサンゴの塀（菜宅）、玄武岩やサンゴのブロックを使った家を造って来た。これらは現在においても島独特の雰囲気を醸し出しており、近年では歴史的景観の復元が進められている。
澎湖島・白沙島・漁翁島に囲まれた澎湖湾が2014年に世界で最も美しい湾クラブに加盟し、2018年には年次総会を開催した。なお、その時の縁がきっかけで同じく世界で最も美しい湾クラブ会員の富山湾で開催されている富山マラソンと澎湖の菊島澎湖跨海マラソンが2019年5月24日に友好提携協定を締結した。

## 歴史
歴史の詳細は、澎湖県を参照のこと。
- 1281年、元により巡検司が設置される。

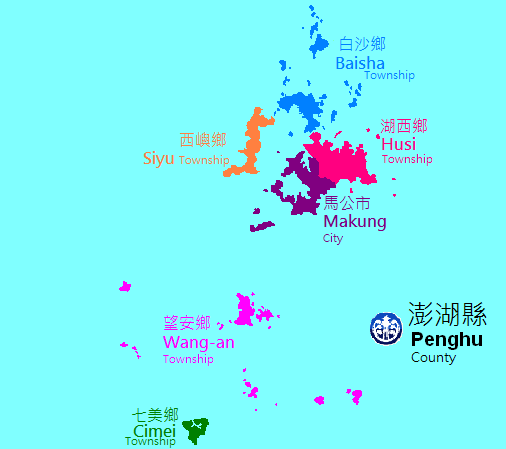
澎湖諸島

- 1563年、倭寇勢力が駆逐され明の支配下となる。
- 16世紀、ポルトガル人はこの島々を「Pescadores（ペスカドレス）」（漁師の島）と呼んでいた。
- 1604年、オランダ人が上陸し貿易活動を行う。
- 1684年、鄭氏政権を打倒した康熙帝が、澎湖諸島を清の版図に加える。
- 1895年、日清戦争の下関条約で清から割譲を受け日本が領有。
- 1900年4月、澎湖島要塞の建設開始（大山堡塁の着工）。
- 1901年3月、第一期の要塞工事が終了した。1902年5月、澎湖島要塞司令部が設置された。
- 1945年、日本の降伏後中華民国が領有し澎湖県を設置。

経済産業面では1913年には電気会社が設立され電力供給開始、1920年にかけて郵便制度が整備され、日本企業による投資促進政策が取られた。1926年には澎湖水産会、1927年に馬公バスが整備され、また政治面でも地方自治を組織するなど近代国家としての制度が整備されていった。また、文化面では1928年（昭和3年）11月8日、澎湖神社が鎮座したが、現在は取り壊され石碑だけが残されている。

## 澎湖土産菓子
- 黑糖糕
- 冬瓜糕
- 冰心糕
- 海苔酥
- 花生酥